# Pelophryne
Pelophryne es un género de anfibios anuros de la familia Bufonidae. Las especies del género se distribuyen por Filipinas, Borneo, Malasia, Singapur y Hainan (China).

## Especies
Se reconocen las siguientes 11 especies según ASW:
- Pelophryne albotaeniata Barbour, 1938
- Pelophryne api Dring, 1983
- Pelophryne brevipes (Peters, 1867)
- Pelophryne guentheri (Boulenger, 1882)
- Pelophryne lighti (Taylor, 1920)
- Pelophryne linanitensis Das, 2008
- Pelophryne misera (Mocquard, 1890)
- Pelophryne murudensis Das, 2008
- Pelophryne rhopophilia Inger & Stuebing, 1996
- Pelophryne saravacensis Inger & Stuebing, 2009
- Pelophryne signata (Boulenger, 1895)

## Publicación original
- Barbour, T. 1938. Notes on Nectophryne. Proceedings of the Biological Society of Washington, vol. 51, n. 3, p. 191–195.